# 装載艇
装載艇（そうさいてい）は、日本海軍の艦艇（軍艦）に搭載する小型ボート。一般には艦載艇（かんさいてい）と言われる。要目簿では装載短艇（そうさいたんてい）と表記された。
港湾設備が不十分な時代では艦艇の接岸できる岸壁の数も足りなかった。そのため入港した艦艇の多くは沖合に錨泊し自艦搭載の装載艇で陸上との交通や物資の輸送を行った。その他泊地での警戒や舷外塗装での足場、艦艇同士の交通などの雑用にも使われた。また航行中はカッターを救命艇として準備した。

## 種類

### 艦載水雷艇
明治から第一次世界大戦ころまで、日本海軍の戦艦は戦闘時の使用を想定し、五十六呎艦載水雷艇を搭載していた。当初は機関としてレシプロ機関を使用しており、汽艇と呼称されることもあった。同時代において戦艦が搭載する動力つき装載艇は本形式のみであった。
1924年（大正13年）に日本海軍はメートル（米）法を採用し十七米艦載水雷艇と改称した。この頃より機関にディーゼル機関を使用した。それに伴いエンジンルームが短くなり船室が長くなるなど外見にも変化が生じた。昭和期に入ると魚雷搭載は無くなり内火艇と任務はほぼ同一となったが、第二次世界大戦にもそのまま搭載されていた。
また、同艇や後述の十七米内火艇とほぼ同一設計の艇が、廃艦となった旧式艦の艇が流用されたり新たに新造されたりする形で、二十屯交通船兼曳船などの雑役船に分類され、港湾などで多数が使用されていた。これらの艇の機関はレシプロのままであり、前部甲板上に操舵室を設けている事が多かった。また、装載艇のものよりも規格はまちまちで、実験的に試作機関を搭載した艇などもあった。
| 種類             | 全長 （m） | 全幅 （m） | 深さ （m） | 排水量 （トン） | 出力 （馬力） | 速力 （ノット） | 搭載人員 （名） | 備考                                              |
| ---------------- | ---------- | ---------- | ---------- | --------------- | ------------- | --------------- | --------------- | ------------------------------------------------- |
| 十七米艦載水雷艇 | 17.00      | 3.30       | 1.70       | 23.40           | ※             | ※               | 100             | = 五十六呎艦載水雷艇 12.7mm機銃1挺、爆雷4個搭載可 |

※当初はレシプロ機関で速力14ノット以上。その後150馬力ディーゼル機関となり速力10ノットとなった。

### 内火艇
内火艇（ないかてい、うちびてい）は石油機関を搭載した小型艇で、日本海軍は内燃機関のことを内火と呼んでいた事が由来。そのため、厳密にはそれぞれ構造が異なるものの、内火ランチや運貨艇を含む内燃機関を搭載した小型艦載艇全ての総称として使われることも多い。
主に艦艇乗組員の輸送・連絡などに使用されるが、物資輸送や武装して泊地警戒などにも使用された。また十五米内火艇は鎮守府や艦隊司令長官の専用艇（長官艇）として使われる場合もあった。
構造は艇中央部に操舵室とエンジンを備え、艇前部が兵員室、後部に士官室を備えた。士官室上部は固定天蓋であるが、12m以下の装載艇では重量低減のため天幕とされた。七米半と六米内火艇の構造は後述の内火ランチとほぼ同じである。
また、雑役船として公称番号を付与されて運用される艇も多数存在した（上記の鎮守府用長官艇など）ほか、特殊なものとして、特二式内火艇、特三式内火艇、特四式内火艇、特五式内火艇といった海軍が開発した水陸両用戦車も、その実態を秘匿するために「内火艇」と称されていた。
| 種類         | 全長 （m） | 全幅 （m） | 深さ （m） | 排水量 （トン） | 出力 （馬力） | 速力 （ノット） | 搭載人員 （名） | 備考                     |
| ------------ | ---------- | ---------- | ---------- | --------------- | ------------- | --------------- | --------------- | ------------------------ |
| 二十米内火艇 |            |            |            |                 |               |                 |                 | 駆潜艇型、艦艇搭載はない |
| 十七米内火艇 | 17.00      | 3.30       | 1.70       | 24.40           | ※1            | 10.5            | 100             | 17m艦載水雷艇とほぼ同型  |
| 十五米内火艇 |            |            |            |                 | ※2            | ※2              | 45              | 機銃1挺、爆雷2個搭載可   |
| 十二米内火艇 | 12.00      | 2.80       | 1.60       | 7.30            | 80            | 10.5            | 35              |                          |
| 十一米内火艇 | 11.00      | 2.70       | 1.40       | 5.70            | 60            | 10.0            | 30              |                          |
| 十米内火艇   |            |            |            |                 |               |                 |                 |                          |
| 九米内火艇   | 9.00       | 2.30       | 1.12       | 4.20            | 30            | 8.0             | 25              | 武装不可                 |
| 七米半内火艇 |            |            |            |                 | 30            | 7.5             | 23              | 武装不可                 |
| 六米内火艇   |            |            |            |                 |               |                 |                 | 武装不可                 |

※1 ディーゼル機関150馬力の艇と、石油発動機2基160馬力の艇があった。
※2 通常は80馬力x2軸、13.5ノットだが120馬力x2軸、15ノットの艇もあった。

### 内火ランチ
内火ランチ（うちびらんち）は石油機関を搭載した小型艇で、兵員や物資の輸送に使われた。呼び名として前述の内火艇と厳密に区別されることは少なく、両方合わせて「内火艇」とする場合も多い。
構造は中央後ろよりにエンジンが搭載され操舵は艇前部、もしくは後端にあり、それ以外の場所を兵員や物資の搭載場所に当てた。搭載場所上部には日よけの天幕が張れるようになっていた。
| 種類             | 全長 （m） | 全幅 （m） | 深さ （m） | 排水量 （トン） | 出力 （馬力） | 速力 （ノット） | 搭載人員 （名） | 備考 |
| ---------------- | ---------- | ---------- | ---------- | --------------- | ------------- | --------------- | --------------- | ---- |
| 十二米内火ランチ | 12.00      | 3.00       | 1.20       | 9.00            | 30            | 7.0             | 110             |      |
| 十一米内火ランチ | 11.00      | 2.80       | 1.20       | 7.10            | 30            | 7.0             | 70              |      |
| 十米内火ランチ   | 10.00      | 2.60       | 1.10       | 5.30            | 30            | 8.0             | 60              |      |
| 九米内火ランチ   |            |            |            |                 |               |                 |                 |      |
| 八米内火ランチ   | 8.00       | 2.30       | 0.90       | 3.33            | 10            | 5.0             | 30              |      |

### カッター
カッターは、橈艇とも呼ぶ。オールを使って人力で航走する手こぎボート。必要なら帆走もできた。兵員、物資の輸送や錨作業、救命艇などに使われた。
| 種類         | 全長 （m） | 全幅 （m） | 深さ （m） | 排水量 （トン） | 出力 （馬力） | 速力 （ノット） | 搭載人員 （名） | 備考       |
| ------------ | ---------- | ---------- | ---------- | --------------- | ------------- | --------------- | --------------- | ---------- |
| 九米カッター | 9.00       | 2.45       | 0.83       | 1.50            | -             | -               | 45              | オール12本 |
| 七米カッター |            |            |            |                 | -             | -               | 28              | オール8本  |
| 六米カッター |            |            |            |                 | -             | -               |                 | オール6本  |

### 通船
通船（つうせん）は別名伝馬船、または櫓艇とも呼ぶ。櫓（ろ）を漕いで航走する和船。他の艦載艇より小回りが利くので外舷塗装の足場などの雑用に使われた。またエンジンを搭載する場合もあった。
| 種類       | 全長 （m） | 全幅 （m） | 深さ （m） | 排水量 （トン） | 出力 （馬力） | 速力 （ノット） | 搭載人員 （名） | 備考 |
| ---------- | ---------- | ---------- | ---------- | --------------- | ------------- | --------------- | --------------- | ---- |
| 十二米通船 |            |            |            |                 |               |                 |                 |      |
| 九米通船   |            |            |            |                 |               |                 |                 |      |
| 八米通船   | 8.00       | 1.90       | 0.69       | 0.90            | -             | -               | 25              |      |
| 六米通船   | 6.00       | 1.50       | 0.60       | 0.47            | -             | -               | 15              |      |

### 運貨船
主に物資の運搬に用いられる小型艇。本来の運貨船は港湾等の荷役で使用される小型艇の総称で、大きさ・構造も特に決まっていないが、日本陸軍が開発した上陸用舟艇である小発動艇（小発）・大発動艇（大発）等が特型運貨船として大々的に採用・運用されている。
主力となったのは十四米特型運貨船（大発）であり、陸軍の技術協力によって海軍においても大量に生産・運用された。艦載としては、十三米特型運貨船（通称中発）が航空母艦に、十米特型運貨船（小発）が松型駆逐艦や二等輸送艦に、一等輸送艦は十三米と十四米特型運貨船（大発）を予定しており、艦載以外には海軍陸戦隊や泊地での物件輸送にも用いられている。
特型運貨船の構造は艇後部にエンジンと操舵を備え、その前方全てを物件搭載に当てた。また13m以上の艇の艇首には上陸用ランプがあった（大発動艇 B型以降）。
| 種類                 | 全長 （m） | 全幅 （m） | 深さ （m） | 自重 （トン）    | 出力 （馬力）       | 速力 （ノット） | 積載貨物                      | 備考                   |
| -------------------- | ---------- | ---------- | ---------- | ---------------- | ------------------- | --------------- | ----------------------------- | ---------------------- |
| 十七米特型運貨船     | 18.5       | 3.70       |            | 17.5             | 60馬力ディーゼル2基 |                 | 貨物16.5トン、または人員120名 | 通称特大発             |
| 十五米木製特型運貨船 | 14.55      | 3.33       |            | 11               |                     |                 | 貨物13トン、または人員70名    | 通称木大発             |
| 十四米特型運貨船     | 14.88      | 3.35       | 1.52       | 9.5              | 60                  | 7.8             | 貨物13トン、または人員70名    | 7.7mm機銃1挺。通称大発 |
| 十三米特型運貨船     | 13.00      | 2.90       | 1.50       | ※排水量15.50トン | 60                  | 8.0             |                               | 通称中発               |
| 十米特型運貨船       | 10.6       | 2.44       | 1.30       |                  |                     | 7.5             | 貨物3.3トン、または人員35名   | 7.7mm機銃1挺。通称小発 |

※おそらく自重＋積載重量

### 内火ジャンク
内火ジャンクは、河川砲艦が搭載した浅吃水用で平底の河川専用艇。
| 種類               | 全長 （m） | 全幅 （m） | 深さ （m） | 排水量 （トン） | 出力 （馬力） | 速力 （ノット） | 搭載人員 （名） | 備考 |
| ------------------ | ---------- | ---------- | ---------- | --------------- | ------------- | --------------- | --------------- | ---- |
| 七米半内火ジャンク |            |            |            |                 | 30            | 7.5             | 25              |      |
| 六米半内火ジャンク |            |            |            |                 | 30            | 7.5             | 20              |      |

## 搭載例

### 搭載場所
通常は上げ下ろしに便利な舷側近くに艦載艇を搭載することが多い。
戦艦では主砲爆風で艇が破損するため、爆風の影響の少ない艦中央部にまとめて搭載する場合が多かった。戦闘時、破損を防ぐためカッター内部には水を張ったという。主砲塔6基搭載の伊勢型戦艦では爆風除けが設置され、その内側に艇を搭載した。46cm砲を搭載した大和型戦艦の場合、甲板上では主砲爆風の影響が避けがたく、艇は全て艦内に格納された。
初期の航空母艦である鳳翔、龍驤では、艦載艇は舷側に並べて搭載されたが、それ以降の航空母艦では（救命艇を除いて）艦尾飛行甲板下にまとめて搭載された。
潜水艦の艦載艇は潜航時に水没するため、エンジンを取り外し、底栓を抜いて内部に水がたまらないようにして甲板下に格納する。また大型の一等潜水艦でも艦載艇は1隻程度しか搭載出来ないため、停泊時の陸上への交通は民間の伝馬船に頼ったという。

### 搭載数
| 類別       | 艦名（年）         | 内火艇                      | 内火ランチ    | カッター | 通船          | 特型運貨船      | 内火ジャンク | 合計 | 備考                                       |
| ---------- | ------------------ | --------------------------- | ------------- | -------- | ------------- | --------------- | ------------ | ---- | ------------------------------------------ |
| 戦艦       | 陸奥（1941年）     | 17m水雷艇 x 2 11m内火艇 x 1 | 12m x 2       | 9m x 5   | 6m x 1        |                 |              | 11隻 | 司令長官乗艦時には十五米長官艇を搭載する。 |
| 航空母艦   | 翔鶴（1941年）     | 12m x 3                     | 12m x3 8m x 1 | 9m x 2   | 6m x 1        | 13m x 2         |              | 12隻 |                                            |
| 重巡洋艦   | 最上（1940年）     | 11m x 2                     | 12m x 2       | 9m x 3   | 8m x 1 6m x 1 |                 |              | 9隻  |                                            |
| 軽巡洋艦   | 多摩（1942年）     | 11m x2 9m x1                |               | 9m x3    |               |                 |              | 6隻  |                                            |
| 軽巡洋艦   | 矢矧（1943年）     | 9m x1 8m x1                 |               | 9m x2    |               |                 |              | 4隻  |                                            |
| 駆逐艦     | 陽炎型（1941年）   | 7.5m x 2                    |               | 7m x 2   |               |                 |              | 4隻  |                                            |
| 駆逐艦     | 松型（1944年）     |                             |               | 6m x 2   |               | 10m x 2         |              | 4隻  |                                            |
| 潜水艦     | 伊153型（1927年）  |                             |               | 6m x 1   |               |                 |              | 2隻  | 三米半デンキー x 1                         |
| 砲艦       | 伏見（1939年）     |                             |               |          |               |                 | 9m x1        | 1隻  | その他折りたたみ舟艇1隻                    |
| 一等輸送艦 | 第一号型（1944年） |                             |               | 6m x 2   |               | 14m x 2 13m x 1 |              | 5隻  | 更に十四米特型運貨船2隻搭載可              |